# Sibuhuan Julu
Sibuhuan Julu is een bestuurslaag in het regentschap Padang Lawas van de provincie Noord-Sumatra, Indonesië. Sibuhuan Julu telt 1401 inwoners (volkstelling 2010).